# HD 269810
HD 269810 (HDE 269810 / RMC 122 / Sk -67 211) es una estrella que se encuentra en la región H II DEM 241 en la Gran Nube de Magallanes. Visualmente en la constelación de Dorado, su magnitud aparente es +12,28.
HD 269810 está catalogada como una gigante azul de tipo espectral O2III(f). Su espectro óptico y ultravioleta es característico de una estrella ON, por lo que recientemente ha sido clasificada como ON2III(f*), categoría recientemente definida. Esta clase ha sido interpretada en términos de mezcla del material CNO reciclado en la atmósfera y en el viento estelar.
Con una temperatura superficial aproximada de 52 500 K, HD 269810 es una de las estrellas más calientes que existen. Es asimismo enormemente luminosa, brillando con una luminosidad más de 2 millones de veces superior a la del Sol. Su radio es 18,5 veces más grande que el radio solar, y con una masa estimada de 150 masas solares, es una de las estrellas más masivas que se conocen. Sufre grandes erupciones y presenta un ritmo de pérdida de masa estelar muy elevado. En cuanto a su composición química, HD 269810 muestra una relación nitrógeno/carbono apreciablemente más alta (en un factor de 23) que la existente en el medio interestelar de la Gran Nube de Magallanes.
Modelos teóricos —considerando una velocidad de rotación en el ecuador inicial de 300 km/s y la metalicidad de la Gran Nube de Magallanes— sitúan a HD 269810 cerca de la secuencia principal de edad cero (ZAMS) en el diagrama de Hertzsprung-Russell, lo cual es consistente con un temprano estado evolutivo.